# Marc Tarpenning
Marc Tarpenning (Sacramento, 1 juni 1964) is een Amerikaanse ondernemer. Hij richtte onder andere Tesla op, samen met Martin Eberhard.
Tarpenning studeerde computerwetenschappen aan de University of California in Berkeley, waar hij in 1985 afstudeerde. Hij werkte onder andere voor Textron, Seagate Technology en Packet Design.
Samen met Eberhard richtte hij in 1997 NuvoMedia op. Dit bedrijf gaf e-boeken uit. In 2000 verkochten ze het bedrijf.
In 2003 richtten ze Tesla Motors op, met als doel het ontwikkelen van elektrische sportauto's. Elon Musk werd als investeerder aangetrokken en kreeg een rol als directievoorzitter. Tarpenning leidde de afdeling die de software en elektrische componenten ontwikkelde en diende tevens enkele jaren als CFO. Hij verliet Tesla in 2008.
In 2019 werd Tarpenning partner bij Spero Ventures, een bedrijf dat duurzame start-ups financieel ondersteunt.